# Poborowo (województwo pomorskie)
Poborowo (kaszb. Pòbòròwò, niem. Poberow) – wieś w Polsce położona w województwie pomorskim, w powiecie bytowskim, w gminie Trzebielino. Wieś jest siedzibą sołectwa Poborowo w którego skład wchodzi również miejscowość Owczary.
W latach 1975–1998 miejscowość administracyjnie należała do województwa słupskiego.

## Zabytki
Według rejestru zabytków NID na listę zabytków wpisany jest zespół pałacowy:
- pałac z 2 połowy XVIII wieku i końca XIX wieku, nr rejestracji: 427 z 18.03.1965[4]
- park z początków XIX wieku (pierwotnie miał około 5,3 ha) nr rejestracji: A-348 z 12.01.2012.

Pałac w Poborowie - własność Puttkamerów - powstał w połowie XVII wieku. Obecnie jest to trójkondygnacyjny budynek na kamienno-ceglanej podmurówce, z zachowanym wyposażeniem z epoki baroku. Obok pałacu znajdują się dawne zabudowania folwarczne (stodoła, spichlerz, stajnia, magazyny). W okresie PRL siedziba PGR, obecnie własność Czesława Langa.